# Chi Hoa phổi
Hoa phổi là tên gọi chung để chỉ một số loài thực vật có hoa thuộc chi Verbascum trong họ Huyền sâm (Scrophulariaceae).
Hiện nay, người ta biết khoảng 250 loài hoa phổi khác nhau, có nguồn gốc ở châu Âu và châu Á, cụ thể là khu vực Địa Trung Hải. Một số loài đã được đưa vào châu Mỹ, Australia và Hawaii (và trong một số trường hợp đã hợp thủy thổ của khu vực).
Loài được biết đến nhiều nhất trong chi này là hoa phổi thường (V. thapsus), nó được sử dụng như là một loại thuốc để điều trị các chứng đau họng, ho và bệnh phổi.
Hoa phổi cũng là thành phần hoạt hóa trong nhiều loại thuốc hút thay thế cho thuốc lá.

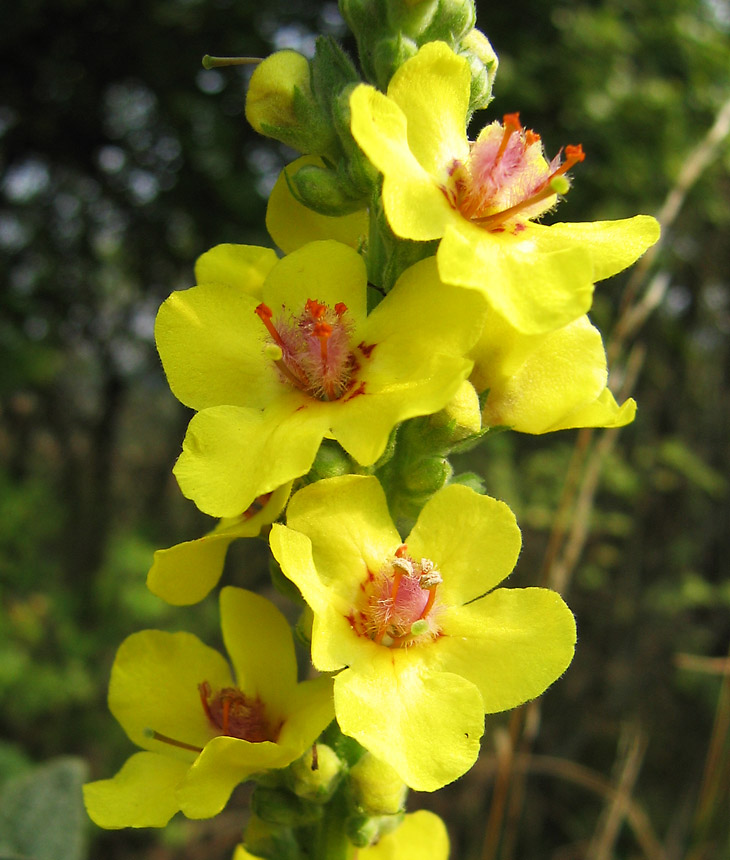
Ảnh chụp gần hoa của cây hoa phổi đen (Verbascum nigrum)

.

## Các loài
- V. blattaria L. - Hoa phổi nhỏ
- V. densiflorum - Hoa phổi hoa dày
- V. lychnitis L. - Hoa phổi trắng
- V. nigrum L. - Hoa phổi đen
- V. phlomoides L. - Hoa phổi da cam
- V. phoeniceum L. - Hoa phổi tía
- V. sinuatum L. - Hoa phổi lá quăn
- V. speciosum Schrad. - Hoa phổi sặc sỡ
- V. thapsus L. - Hoa phổi thường
- V. virgatum Stokes

## Hình ảnh

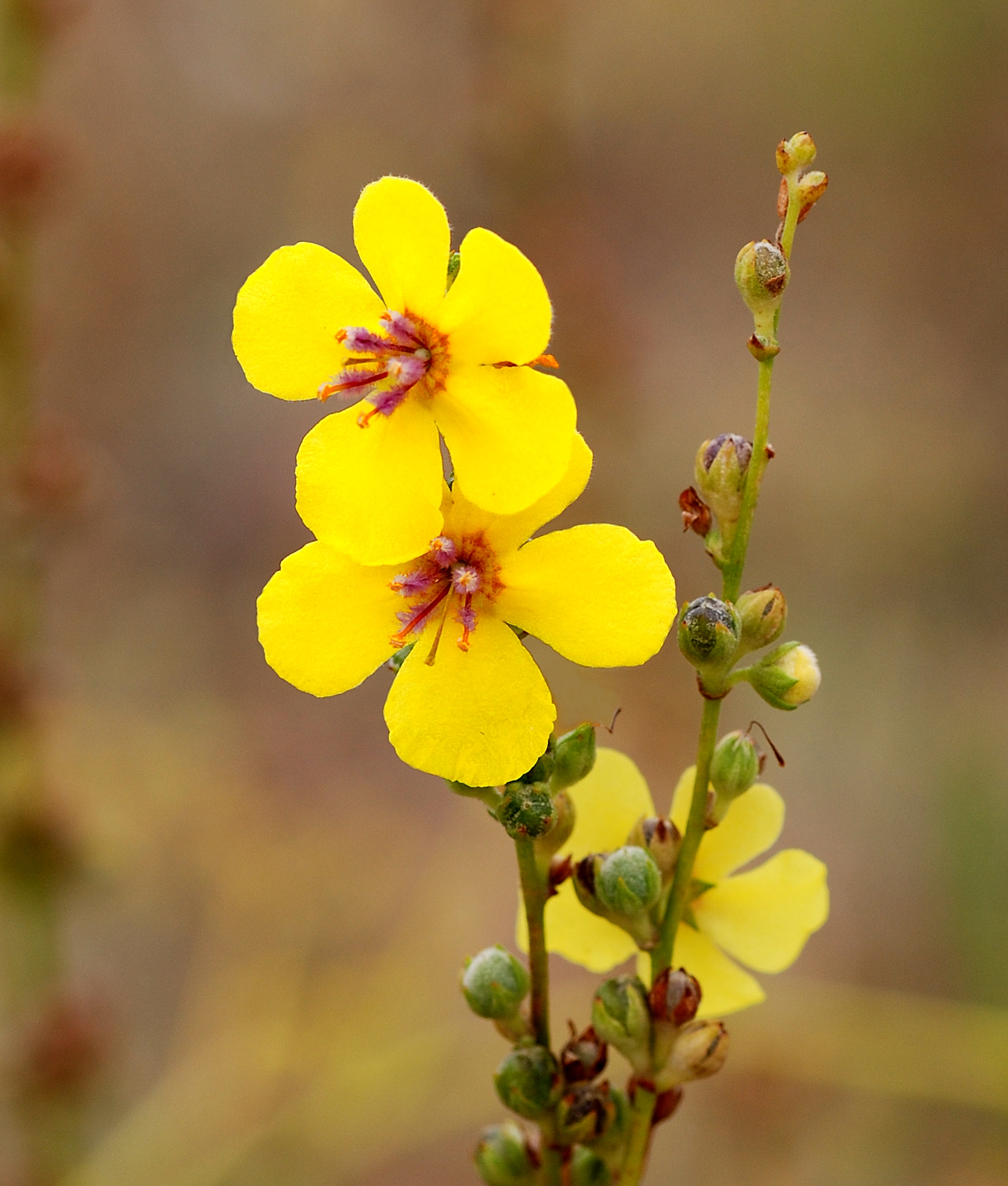
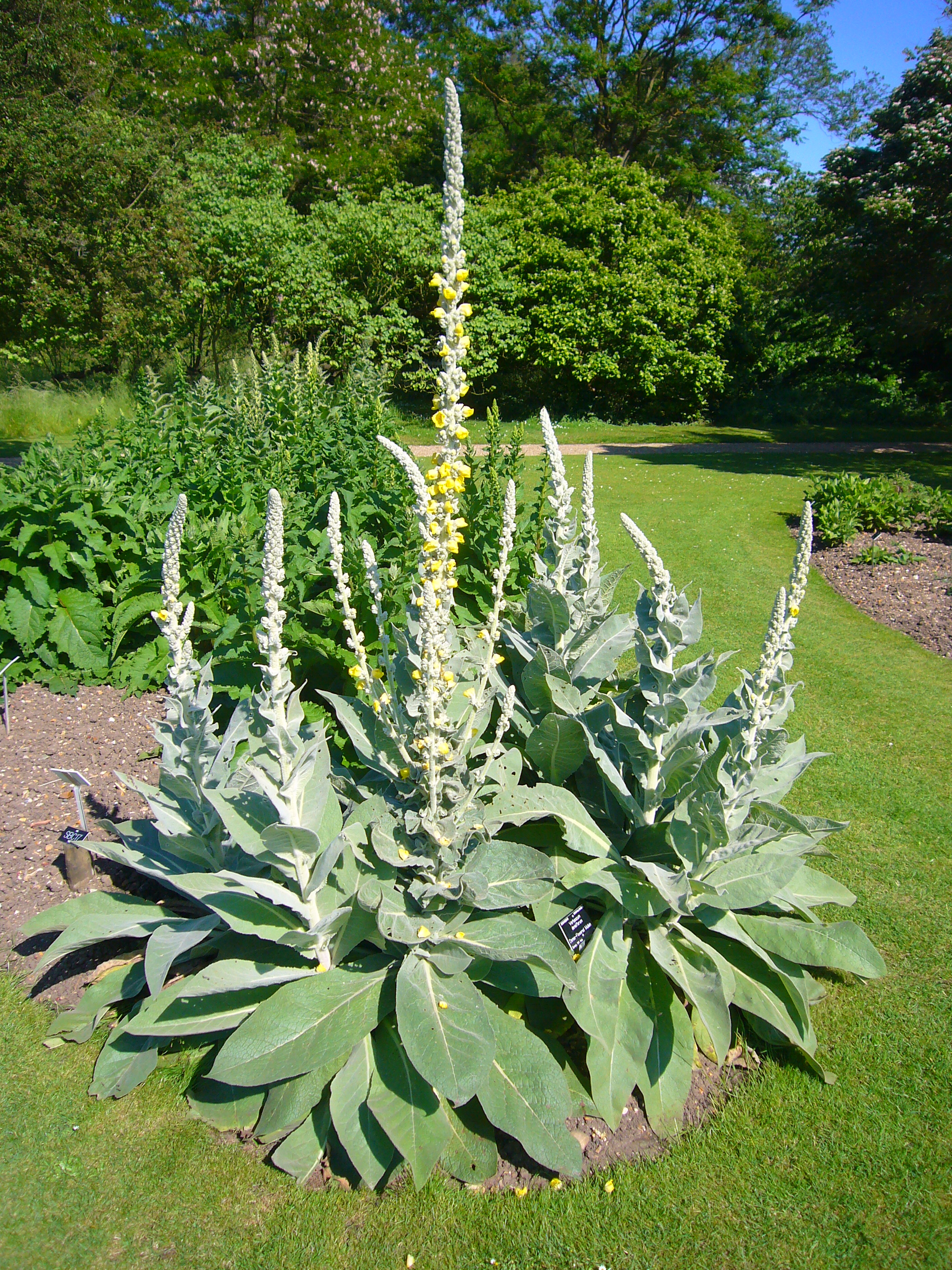
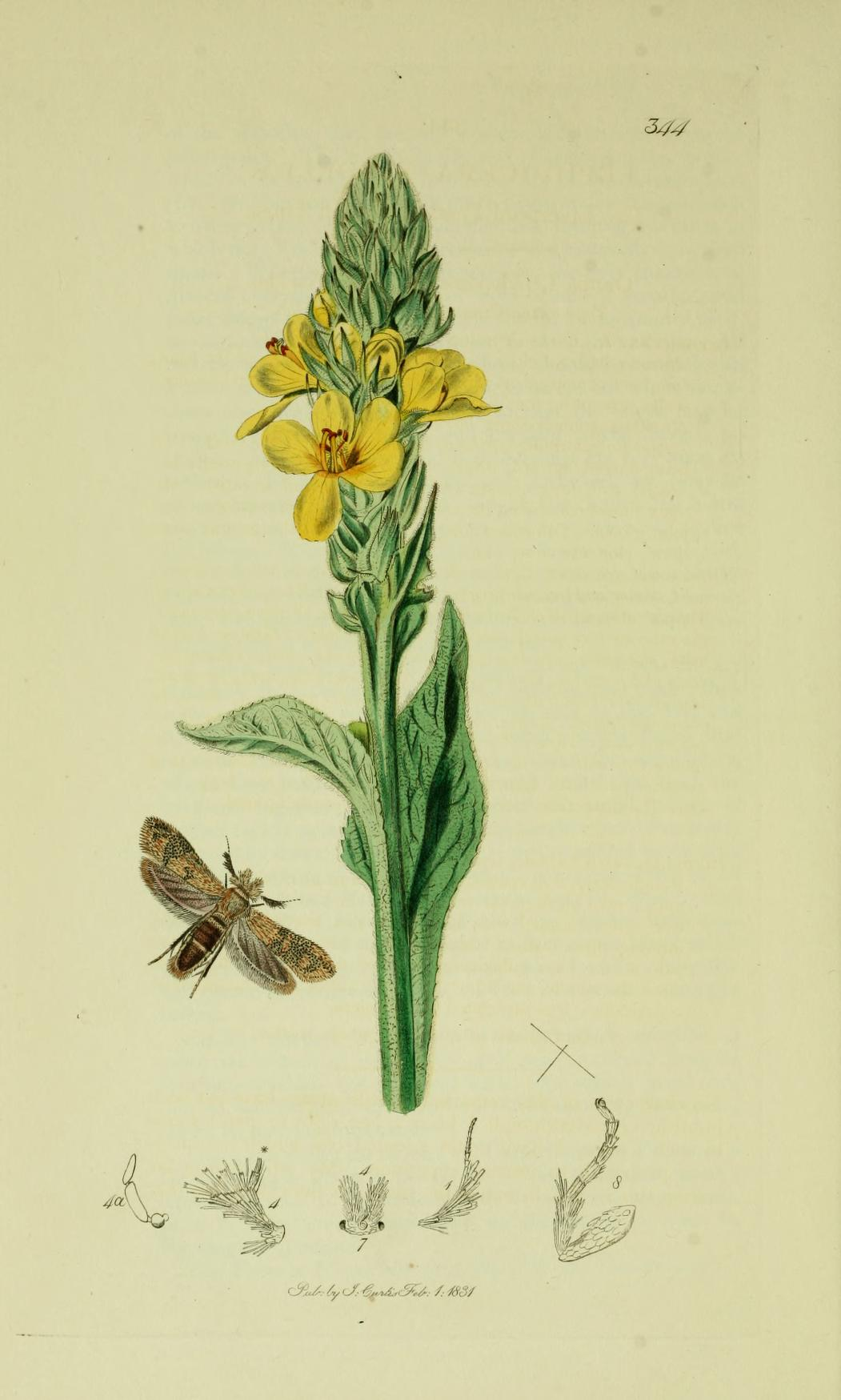